# Josh Brolin
Cet article possède un paronyme, voir Joshua Brolin.
Pour les articles homonymes, voir Brolin.
Josh Brolin [ d͡ʒɑːʃ bɹoʊlɪn], né le 12 février 1968 à Santa Monica (Californie), est un acteur américain.
Il décroche son premier rôle majeur dans le film Les Goonies en 1985, avant d'apparaitre dans des genres cinématographiques variés, comme le personnage de Llewlyn Moss dans No Country for Old Men, celui de George W. Bush dans W. : L'Improbable Président ou encore Dan White dans Harvey Milk qui lui vaudra une nomination aux Oscars en 2008 dans la catégorie meilleur second rôle.
Dans les années 2010, il rejoint l'univers cinématographique Marvel. Avec la technique de capture de mouvement il incarne pour la première fois le super-vilain Thanos dans Les Gardiens de la Galaxie en 2014, puis dans une scène post-générique de Avengers : L'Ère d'Ultron, avant de devenir en 2018 l'antagoniste principal de Avengers: Infinity War où sa performance est saluée par la critique, puis de sa suite Avengers: Endgame qui devient par ailleurs le plus gros succès de l'histoire au box-office mondial derrière Avatar. Il endosse également le rôle de Cable dans Deadpool 2.

## Biographie

### Jeunesse
Josh est le fils de l'acteur américain James Brolin et de Jane Cameron Agee, une militante écologiste. Il grandit dans un ranch, à l'écart de la célébrité de son père. Ses parents divorcent quand il a 16 ans. Après la mort accidentelle de sa mère, son père se marie avec la chanteuse Barbra Streisand.

### Carrière
Sa carrière est lancée en 1985 avec le film Les Goonies de Richard Donner, dans lequel il incarne Brand, le « grand frère » de la bande. À la suite du succès du film, il est envisagé pour être la vedette de la série 21 Jump Street. C'est finalement son ami Johnny Depp qui obtient le rôle. Brolin apparaît cependant dans un épisode de la 1re saison.
Il apparaît ensuite dans d'autres séries comme Les Routes du paradis et dans quelques téléfilms. Après des critiques négatives sur sa performance dans Skate Gang en 1986, il quitte le « système » et se produit quelque temps dans un théâtre de Rochester dans l'État de New York avec son ami et mentor Anthony Zerbe.
En 1989, il décroche un rôle récurrent de la série western L'Équipée du Poney Express, diffusée sur ABC, où il incarne James Butler Hickok. La série dure jusqu'en 1992. Il joue ensuite dans Winnetka Road, une série produite par Aaron Spelling, qui s'arrête au bout de quelques épisodes.
En 2003, il est la vedette de la série Mister Sterling, où il incarne un sénateur. En raison du peu d'audience, la série s'arrête à 10 épisodes seulement.
Il joue peu à peu dans des films, avec le plus souvent des rôles de méchants, à l'instar de Planète Terreur de Robert Rodriguez en 2007, ou de Bleu d'enfer (2006). Il collabore également avec de grands metteurs en scène, comme Paul Verhoeven pour Hollow Man (2001), Woody Allen pour Melinda et Melinda (2004), les frères Coen pour No Country for Old Men (2007), Ridley Scott pour American Gangster (2007).
En 2008, il écrit et réalise le court-métrage X. La même année, Oliver Stone lui offre le rôle du Président américain George W. Bush dans W. : L'Improbable Président. Cette même année, Brolin reçoit une nomination à l'Oscar du meilleur acteur dans un rôle secondaire pour le biopic Harvey Milk où il joue le rôle du superviseur de la ville Dan White assassinant Harvey Milk et le maire George Moscone.
Il retrouve le réalisateur en 2010 dans Wall Street : L'argent ne dort jamais, la suite de Wall Street (1987). Il incarne également le super-héros Jonah Hex dans le film du même nom. Il retrouve ensuite les frères Coen pour True Grit, une réadaptation du roman True Grit de Charles Portis, déjà porté à l'écran en 1969 dans Cent dollars pour un shérif, avec John Wayne.
En 2012, il incarne le jeune agent K (également joué par Tommy Lee Jones) dans Men in Black 3.
En 2013, il retrouve Sean Penn avec qui il avait joué dans Harvey Milk, mais cette fois dans Gangster Squad, l'adaptation du livre Tales from the Gangster Squad de Paul Lieberman. Il collabore ensuite avec Spike Lee et endosse le rôle de Joe Doecett dans Oldboy, un remake du film coréen Old Boy (2003) de Park Chan-wook. On le retrouve également aux côtés de Kate Winslet dans Last Days of Summer de Jason Reitman.
Depuis 2014, il a intégré le casting de l'univers cinématographique Marvel en incarnant l'antagoniste principal : Thanos. Il interprète également un autre personnage issu des comics Marvel mais cette fois pour la saga X-Men : le mutant Cable dans le film Deadpool 2 sorti en 2018.

### Vie privée
Il épouse l'actrice Alice Adair en 1988 avec laquelle il a deux enfants : Trevor Mansur (né le 26 juin 1988) et Eden (née en 1993). Ils divorcent en 1992. Il a ensuite une relation de 6 mois avec l'actrice britannique Minnie Driver.
Josh Brolin se remarie avec l’actrice Diane Lane le 14 août 2004. Le couple annonce son divorce le 22 février 2013.
Le 24 septembre 2016, il épouse en troisièmes noces Kathryn Boyd, mannequin, de 20 ans sa cadette. Leur fille Westlyn Reign Brolin est née le 4 novembre 2018. Le 25 décembre 2020 naît leur seconde fille, Chapel Grace.

### Arrestations
Le 20 décembre 2004, Josh Brolin est arrêté pour violence conjugale suite un appel à la police de sa femme, Diane Lane - celle-ci ne portera finalement pas plainte.
Le 12 juillet 2008, il est arrêté à la suite d'une altercation dans un bar de Shreveport.
Le 1er janvier 2013, il est arrêté pour ivresse sur la voie publique à Santa Monica.

## Filmographie

### Cinéma

#### Années 1980
- 1985 : Les Goonies (The Goonies) de Richard Donner : Brandon « Brand » Walsh
- 1986 : Skate Gang (Thrashin') de David Winters : Corey Webster

#### Années 1990
- 1994 : The Road Killers de Deran Sarafian : Tom
- 1996 : Pluie de roses sur Manhattan (Bed of Roses) de Michael Goldenberg : Danny
- 1996 : Flirter avec les embrouilles (Flirting with Disaster) de David O. Russell : Agent Tony Kent
- 1997 : My Brother's War (it) de James Brolin : Pete
- 1997 : Le Veilleur de nuit (Nightwatch) d'Ole Bornedal : James Gallman
- 1997 : Mimic de Guillermo del Toro : Josh
- 1999 : Mod Squad (The Mod Squad) de Scott Silver : Billy Waites
- 1999 : Un coup d'enfer (Best Laid Plans) de Mike Barker : Bryce
- 1999 : Enragés (en) (All the Rage) de James D. Stern : Tennel

#### Années 2000
- 2000 : L’Homme sans ombre (Hollow Man) de Paul Verhoeven : Matthew Kensington
- 2000 : Slow Burn (en) de Christian Ford : Duster
- 2001 : D.C. Smalls (court-métrage) d'Alexandra Valenti : D.C. Smalls
- 2002 : Zone violente (Costlines) de Victor Nuñez : Dave Lockhart
- 2003 : Milwaukee, Minnesota d'Allan Mindel : Gary
- 2004 : Melinda et Melinda (Melinda and Melinda) de Woody Allen : Greg
- 2005 : Bleu d'enfer (Into the Blue) de John Stockwell : Bates
- 2006 : The Dead Girl de Karen Moncrieff : Tarlow
- 2007 : No Country for Old Men de Joel et Ethan Coen : Llewelyn Moss
- 2007 : Chacun son cinéma ou Ce petit coup au cœur quand la lumière s’éteint et que le film commence (segment World cinema de Joel et Ethan Coen)
- 2007 : Planète Terreur (Planet Terror) de Robert Rodriguez : Dr Williamm Block
- 2007 : Dans la vallée d'Elah (In the Valley of Elah) de Paul Haggis : le Chef Buchwald
- 2007 : American Gangster de Ridley Scott : Inspecteur Trupo
- 2008 : W. : L'Improbable Président (W.) d’Oliver Stone : George W. Bush
- 2009 : Harvey Milk (Milk) de Gus Van Sant : Dan White
- 2009 : Women in Trouble de Sebastian Gutierrez : Nick Chapel

#### Années 2010
- 2010 : Jonah Hex de Jimmy Hayward : Jonah Hex
- 2010 : Vous allez rencontrer un bel et sombre inconnu (You Will Meet a Tall Dark Stranger) de Woody Allen : Roy
- 2010 : Wall Street : L'argent ne dort jamais (Wall Street : Money Never Sleeps) d’Oliver Stone : Bretton James
- 2010 : True Grit de Joel et Ethan Coen : Tom Chaney
- 2012 : Men in Black 3 de Barry Sonnenfeld : Kevin Brown / l'agent K jeune
- 2013 : Gangster Squad de Ruben Fleischer : sergent John O'Mara
- 2013 : Old Boy de Spike Lee : Joe Doucett
- 2013 : Last Days of Summer de Jason Reitman : Frank Chambers
- 2014 : Les Gardiens de la Galaxie (Guardians of the Galaxy) de James Gunn : Thanos
- 2014 : Sin City : J'ai tué pour elle (Sin City : A Dame to Kill For) de Frank Miller et Robert Rodriguez : Dwight McCarthy
- 2014 : Inherent Vice de Paul Thomas Anderson : Bigfoot Bjornsen
- 2015 : Everest de Baltasar Kormákur : Beck Weathers
- 2015 : Sicario de Denis Villeneuve : Matt Graver
- 2016 : Ave, César ! (Hail, Caesar !) de Joel et Ethan Coen : Eddie Mannix
- 2017 : Line of Fire (Only the Brave) de Joseph Kosinski : Eric Marsh
- 2018 : Avengers : Infinity War d'Anthony et Joe Russo : Thanos
- 2018 : Deadpool 2 de David Leitch : Nathan Summers / Cable
- 2018 : Sicario : La Guerre des cartels (Sicario: Day of the Soldado) de Stefano Sollima : Matt Graver
- 2018 : My Deer Hunter Dad (The Legacy of a Whitetail Deer Hunter) de Jody Hill : Buck Ferguson
- 2019 : Avengers: Endgame d'Anthony et Joe Russo : Thanos

#### Années 2020
- 2021 : Dune de Denis Villeneuve : Gurney Halleck
- 2021 : Flag Day de Sean Penn : Oncle Beck
- 2022 : Doctor Strange in the Multiverse of Madness de Sam Raimi : Thanos
- 2024 : Dune, deuxième partie (Dune : Part Two) de Denis Villeneuve : Gurney Halleck
- 2024 : Brothers de Max Barbakow : Moke (également producteur)
- 2025 : Évanouis (Weapons) de Zach Cregger : Archer Graff (également producteur délégué)
- 2025 : Wake Up Dead Man: A Knives Out Mystery de Rian Johnson : Mgr Jefferson Hicks[12]
- 2025 : The Running Man d'Edgar Wright : Dan Killian
- 2026 : The Dog Stars de Ridley Scott : Bangley

### Télévision

#### Séries télévisées
- 1986 : Les Routes du paradis : Josh Bryant
- 1987 : Prison for Children de Larry Peerce
- 1987 : 21 Jump Street : Taylor Rolator
- 1989 - 1992 : L'Équipée du Poney Express (The Young Riders) : James Butler Hickock
- 1994 : Winnetka Road (en) : Jack Passion
- 1994 : Au-delà du réel : L'aventure continue (The Outer Limits) : Jack Pierce
- 2000 : Picnic : Hal Carter
- 2003 : Mister Sterling : Bill Sterling
- 2005 : Into the West : Jedediah Smith
- 2021-2023 : What If...? : Thanos (voix)
- 2022 : Outer Range : Royal Abbott

#### Télefilms
- 1987 : Private Eye de Mark Tinker : Johnny Betts
- 1989 : Finish Line de John Nicolella : Glenn Shrevelow
- 1996 : Gang in Blue (en) de Mario Van Peebles et Melvin Van Peebles : Keith DeBruler

## Distinctions

### Récompenses
- Hollywood Film Festival 2008 : acteur de l'année[13]
- National Board of Review 2008 : meilleur acteur dans un second rôle pour Harvey Milk
- New York Film Critics Circle Awards 2008 : meilleur acteur dans un second rôle pour Harvey Milk
- Screen Actors Guild Awards 2008 : meilleur casting pour l'ensemble des acteurs de No Country for Old Men
- Critics Choice Awards 2009 : meilleur casting pour l'ensemble des acteurs de Harvey Milk

### Nominations
- Blockbuster Entertainment Awards 2001 : meilleur acteur dans un second rôle de science-fiction pour Hollow Man - L’Homme sans ombre
- Satellite Awards 2007 : meilleur acteur dans un film dramatique pour No Country for Old Men
- Satellite Awards 2008 : meilleur acteur dans un film musical ou une comédie pour W. : L'Improbable Président
- Oscars 2009 : meilleur acteur dans un second rôle pour Harvey Milk
- London Film Critics Circle Awards 2009 : acteur de l'année pour W. : L'Improbable Président
- Irish Film and Television Awards 2009 : meilleur acteur international pour W. : L'Improbable Président
- Critics Choice Awards 2009 : meilleur acteur dans un second rôle pour Harvey Milk

## Voix francophones
En France, plusieurs comédiens ont doublé Josh Brolin à ses débuts. Il a été doublé à trois reprises chacun par Guillaume Orsat dans Flirter avec les embrouilles, Mod Squad
et Bleu d'enfer ainsi que par Boris Rehlinger dans Hollow Man, Melinda et Melinda et Into the West. Mark Lesser le double dans L'Équipée du Poney Express et Private Eye. À titre exceptionnel, il est doublé par Éric Baugin dans Les Goonies, William Coryn dans The Road Killers, Bernard Gabay dans Le Veilleur de nuit, Jean-Pierre Michaël dans Mimic, Sébastien Finck dans The Dead Girl, François Siener dans Planète Terreur Bernard Métraux dans American Gangster et Paul Borne dans l'univers cinématographique Marvel
Depuis Dans la vallée d'Elah sorti en 2007, Philippe Vincent est sa voix dans la quasi-totalité de ses apparitions. Il le retrouve notamment dans Gangster Squad, Last Days of Summer, Sin City : J'ai tué pour elle, Inherent Vice, Sicario, Line of Fire
, Deadpool 2 ou encore  Dune.
En parallèle, Marc Saez le double dans No Country for Old Men et True Grit tandis que Lionel Tua est sa voix dans W. : L'Improbable Président, Fabien Orcier le double dans Harvey Milk, Gilles Morvan dans Wall Street : L'argent ne dort jamais et Samuel Labarthe dans Men in Black 3.
Au Québec, Gilbert Lachance est la voix québécoise régulière de l'acteur. Il le double notamment dans Gangster américain, W. : L'Improbable Président, Milk, Hommes en noir 3, Escouade Gangster, Sicario ou encore  Seuls les braves.Pierre Auger le double dans Amour, flirt et calamités, Le gardien, Trésor de feu et  Grindhouse. À titre exceptionnel, il a été doublé par Benoît Gouin dans Il pleut des roses sur Manhattan, Jean-Luc Montminy dans Everest et Sylvain Hétu dans Deadpool 2 et  l’Heure de Disparition  .